# Sabor salado

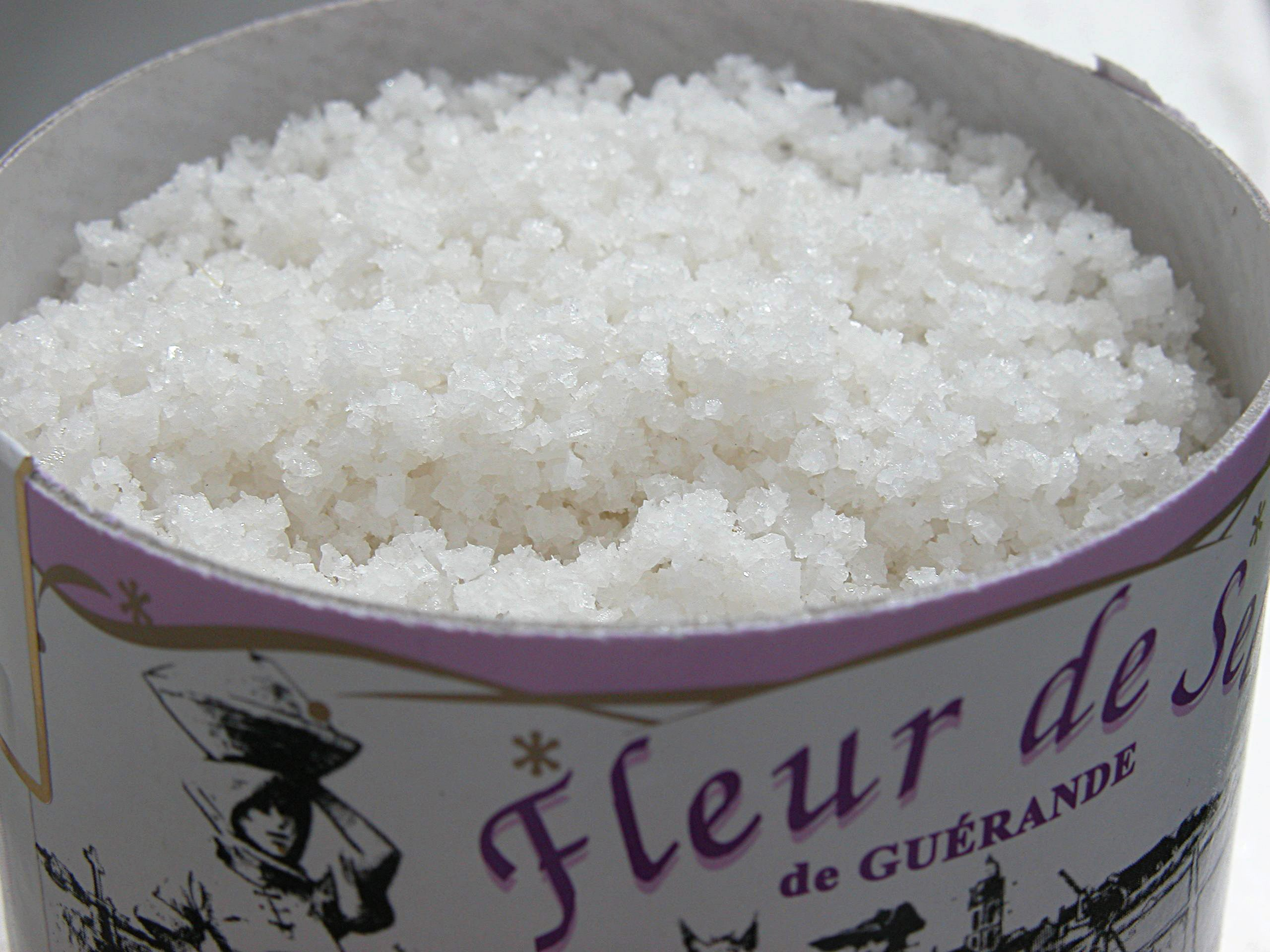
Flor de sal.

El sabor salado es uno de los cinco sabores principales y responde a la capacidad específica de las papilas gustativas ubicadas a ambos lados de la parte delantera de la lengua. La detección se hace mediante canales iónicos capaces de detectar los iones solubles de Na+, K+ y otros metales alcalinos. La sal añadida a un alimento tiene efectos potenciadores de su sabor. Se ha descubierto a comienzos del siglo XXI que existe un receptor del sabor salado denominado ENaC (Epithelial Sodium (Na) Channel).

## Química de lo salado

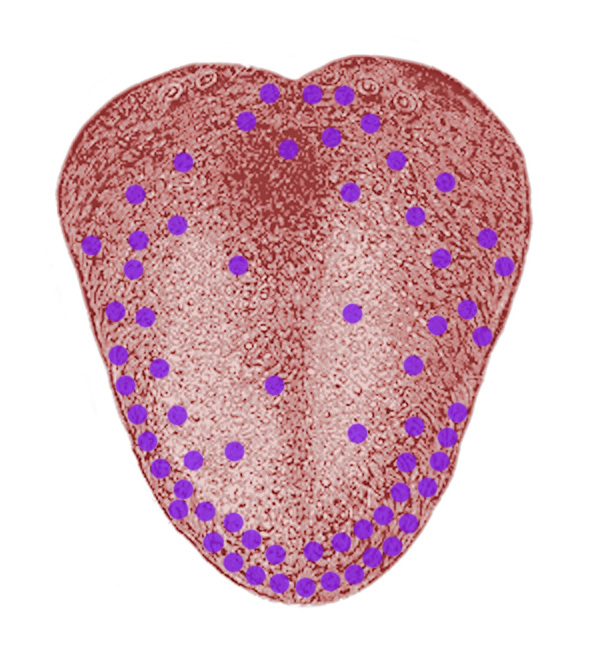
Lengua humana marcando las papilas gustativas para el sabor salado

Por regla general se siente como 'salado' aquello que denominamos sales y percibimos más su sensación cuando son de bajo peso molecular, por el contrario las sales con alto peso molecular son principalmente amargas. De todas formas, la sal más corriente en la alimentación humana, el NaCl, en disoluciones a baja concentración es percibida como dulce, mientras que a altas concentraciones es amargo, esto viene a representar un mecanismo complejo de detección sensorial e interpretación de 'lo salado'. No todas las sales proporcionan un sabor salado, por ejemplo las sales de berilio y bario son dulces y otras como las de cobre o tungsteno suelen ser amargas. En algunas ocasiones se emplea el glutamato monosódico como sabor umami (bien cercano al salado).
Por lo general, el auténtico sabor salado proviene de las sales de sodio o de potasio.

## Alimentos salados
La interrelación existente entre el sabor dulce y el salado se ha puesto de manifiesto en la abundancia de ingredientes y alimentos opuestos en las cocinas tradicionales, no obstante hay investigaciones de laboratorio realizadas sobre este aspecto y se ha demostrado que también reacciona y potencia a otros sabores
Se ha comprobado en experimentos que los bebés suelen ser indiferentes o bien rechazan las soluciones saladas; sin embargo ya a los cuatro meses muestran una preferencia por el sabor salado. Este es un cambio que los hace más aptos para aceptar los alimentos sólidos que tendrán que ingerir posteriormente. En las cocinas asiáticas se emplea frecuentemente como condimento de salado la salsa de soya y la de pescado.